# Hendrik Detmers
Hendrik Detmers (Sprundel, 20 maart 1761 - Den Haag, 7 september 1825) was een Nederlandse militair in Staatse, Engelse en Nederlandse dienst.

## Biografie

### Vroege jaren
Hendrik Detmers neemt in 1776 dienst in het Staatse leger. Nadat in 1795 na afloop van de Bataafse Revolutie de Bataafse Republiek, een Franse vazalstaat, wordt uitgeroepen, wijkt hij uit naar Duitsland. Hier, bij Osnabrück, probeert Willem George Frederik van Oranje-Nassau een nieuw leger (het "Rassemblement") te vormen uit de uitgeweken troepen van de Republiek der Zeven Verenigde Nederlanden. Nadat de troepen een tijdje in Pruisen verbleven, worden zij overgebracht naar het Engelse eiland Wight waar een "Hollandse Brigade" in Engelse dienst gevormd wordt. Ook Detmers gaat deel uitmaken van deze "Hollandse Brigade". De brigade wordt echter in 1801, na een expeditie in Ierland, afgedankt. De officieren, waaronder Detmers, krijgen van de Engelsen een wachtgeld uitkering.

### In dienst van het Verenigd Koninkrijk der Nederlanden
In 1813 ontstond het nieuwe Verenigd Koninkrijk der Nederlanden, waarbij ook weer een nieuw leger werd opgericht. Detmers ging hier in 1814 deel van uitmaken, in eerste instantie als luitenant-kolonel. Voorafgaand aan de Slag bij Waterloo in 1815 werd hij gepromoveerd tot kolonel en kreeg hij het bevel over een brigade.
Tijdens de Slag bij Waterloo was hij commandant van de 1e brigade van de 3e divisie onder luitenant-generaal Chassé. De Brigade Detmers krijgt van generaal Chassé de opdracht een bajonetaanval uit te voeren op de Keizerlijke Garde die zich hierop, voor het eerst in haar bestaan, terugtrok. Voor zijn rol bij deze slag werd hij onderscheiden met het ridderkruis der 3e klasse van de Militaire Willems-Orde.
Later werd Detmers nog bevorderd tot generaal-majoor en bekleedt hij de post van provinciaal commandant van Zuid-Holland.

## Trivia
In 1939 vernoemt de Koninklijke Landmacht een kazerne naar hem: de Detmerskazerne in Eefde. De kazerne was als laatste eenheid in gebruik door de Koninklijke Marechaussee, maar is op 31 augustus 2012 officieel gesloten.
- International Standard Name Identifier: 0000 0003 9157 0182
- Nederlandse Thesaurus van Auteursnamen: 074166832
- Virtual International Authority File: 285474627
- WorldCat: E39PBJptXBBthTDxvYR9Wt7bVC